# Campeonato Paulista 1935
In 1935 werd het 34ste Campeonato Paulista gespeeld voor clubs uit de Braziliaanse staat São Paulo. Corinthians en Palestra Itália verlieten de bond Associação Paulista de Esportes Atléticos (APEA) en richten een nieuwe bond op, de Liga Paulista de Futebol (LPF). Een aantal clubs volgden nog waardoor de APEA enkel nog Portuguesa en Ypiranga had als grote clubs. Beide competities worden officieel erkend. 
De competitie van de LPF werd gespeeld van 1 mei tot 24 november en werd gewonnen door Santos. De competitie van de APEA werd gespeeld van 16 juni 1935 tot 12 januari 1936 en werd gewonnen door Portuguesa. 

## Eindstand LPF
| Plaats | Club                | Wed. | W | G | V | Saldo | Ptn. |
| ------ | ------------------- | ---- | - | - | - | ----- | ---- |
| 1.     | Santos              | 12   | 9 | 2 | 1 | 31:11 | 20   |
| 2.     | Palestra Itália     | 12   | 8 | 2 | 2 | 24:12 | 18   |
| 3.     | Corinthians         | 12   | 7 | 1 | 4 | 24:13 | 15   |
| 4.     | Hespanha            | 12   | 4 | 3 | 5 | 19:28 | 11   |
| 5.     | Portuguesa Santista | 12   | 5 | 1 | 6 | 28:31 | 11   |
| 6.     | Paulista            | 12   | 2 | 1 | 9 | 17:43 | 5    |
| 7.     | Juventus            | 12   | 1 | 2 | 9 | 12:27 | 4    |

|  | Kampioen |

### Kampioen
| Campeonato Paulista de 1935 |
| São Paulo                   |
| --------------------------- |
| SANTOS Kampioen (1° titel)  |

### Topschutter
| Speler            | Speler | Goals | Club        |
| ----------------- | ------ | ----- | ----------- |
| Vlag van Brazilië | Teleco | 9     | Corinthians |

## Eindstand APEA
| Plaats | Club              | Wed. | W  | G | V  | Saldo | Ptn. |
| ------ | ----------------- | ---- | -- | - | -- | ----- | ---- |
| 1.     | Portuguesa        | 14   | 10 | 2 | 2  | 65:17 | 22   |
| 1.     | Ypiranga          | 14   | 11 | 0 | 3  | 50:33 | 22   |
| 3.     | Estudantes        | 14   | 9  | 2 | 3  | 47:16 | 20   |
| 4.     | São Caetano       | 14   | 7  | 2 | 5  | 29:31 | 16   |
| 5.     | Libanês           | 12   | 5  | 2 | 5  | 22:31 | 12   |
| 6.     | Jardim América    | 13   | 3  | 1 | 9  | 23:39 | 7    |
| 7.     | Humberto I        | 14   | 3  | 1 | 10 | 20:48 | 7    |
| 8.     | Ordem e Progresso | 13   | 1  | 0 | 12 | 13:54 | 2    |

|  | Finale om de titel |

### Finale
Ypiranga speelde de eerste wedstrijd niet uit. Na een beslissing van de scheidsrechter waartegen de club protesteerde verlieten de spelers het veld. De wedstrijd werd als een overwinning voor Portuguesa gezien. 
|                                 |            |       |          |  |
| 5 januari 1936 Eerste wedstrijd | Portuguesa | 2 – 2 | Ypiranga |  |
| 5 januari 1936 Eerste wedstrijd |            |       |          |  |

|                                  |            |       |          |  |
| 12 januari 1936 Tweede wedstrijd | Portuguesa | 5 – 2 | Ypiranga |  |
| 12 januari 1936 Tweede wedstrijd |            |       |          |  |

#### Kampioen
| Campeonato Paulista de 1935    |
| São Paulo                      |
| ------------------------------ |
| PORTUGUESA Kampioen (1° titel) |

### Topschutter
| Speler            | Speler     | Goals | Club     |
| ----------------- | ---------- | ----- | -------- |
| Vlag van Brazilië | Figueiredo | 19    | Ypiranga |